# Universitat de Colúmbia
La Universitat de Colúmbia, oficialment coneguda com a Columbia University in the City of New York, és una institució privada d'educació universitària situada a Manhattan, a la ciutat de Nova York. Establerta amb el nom de King's College l'any 1754 sota un reial decret de Jordi II d'Anglaterra, Colúmbia és la universitat més antiga de l'Estat de Nova York, la cinquena dels Estats Units i una de les més prestigioses del món. És la sisena universitat del món amb més receptors del Premi Nobel afiliats en la seva història, sumant-ne més de vuitanta, entre els quals figuren set professors actuals.
Tot i haver estat una universitat reial i més tard estatal, Colúmbia és estrictament de caràcter privat des de 1787. Com a tal, forma part de l'Ivy League, que aplega vuit de les universitats privades més antigues del Nord-est dels Estats Units, totes elles amb importants dotacions financeres i percentatges d'admissió extremadament baixos. En particular, Colúmbia és, juntament amb Harvard, l'Ivy League més selectiva i la que té més estudiants.
Amb prop de 8.850 estudiants de pregrau i uns 22.600 de postgrau, Colúmbia és una universitat de mida gran, centrada en la investigació, i compta amb diversos campus, incloent-hi un en construcció a l'àrea de Manhattanville. El campus principal data de finals del segle xix, és d'inspiració neoclàssica i ocupa sis illes de cases al barri de Morningside Heights.
Colúmbia destaca pel currículum del seu Bachelor of Arts, que inclou una formació humanística obligatòria en el cànon occidental, per les trajectòries d'èxit dels seus exalumnes, entre els quals hi ha cèlebres escriptors, polítics i intel·lectuals, i per les seves contribucions a la recerca, havent desenvolupat importants avenços en àrees com la física nuclear, la informàtica o la geofísica. L'impacte acadèmic de la universitat ha estat reconegut globalment, amb classificacions entre els 10 primers llocs dels Estats Units i del món en els rànquings més citats.

## Història
La Universitat de Colúmbia és la institució universitària més antiga de l'Estat de Nova York. Fundada i declarada King's College ("universitat reial" en anglès) el 1754, Colúmbia és la cinquena institució de les seves característiques en la història dels Estats Units d'Amèrica. En l'època colonial, tenia uns forts lligams tant amb la Corona d'Anglaterra, que s'havia encarregat d'establir-la en resposta a la fundació de Princeton (College of New Jersey), com amb l'Església Anglicana, que s'encarregava de gran part de la instrucció des de la veïna Trinity Church. Després de la Guerra d'Independència dels Estats Units, King's College va ser rebatejada Columbia College el 1784 i va passar a dependre de l'Estat de Nova York durant un curt període fins 1787.
Durant la primera meitat del segle xix, Colúmbia va passar per un període d'estancament on el finançament era escàs, el pla d'estudis poc modernitzat, i la competència de la Universitat de Nova York s'afegia a aquestes dificultats, resultant en un nombre d'inscrits comparativament baix. Finalment, l'any 1857 Colúmbia es va traslladar del Lower Manhattan al Midtown, en un nou campus d'estil neogòtic construït a l'Avinguda Madison. En les dècades següents, moltes de les escoles de postgrau i professionals que avui formen part de Colúmbia van ser establertes, donant-li cada cop una estructura més semblant a la d'una Universitat de recerca i no un "College" de primer cicle. Aquesta evolució arribaria al seu punt culminant quan el 1896 va ser finalment anomenada Columbia University.
El 1897 Colúmbia va efectuar el seu darrer trasllat, deixant el campus de Midtown per l'actual, a Morningside Heights. L'arquitectura d'aquest nou campus es distingia de la tradició neogòtica típic de les universitats nord-americanes com Yale o Chicago, adoptant un estil neoclàssic inspirat en les àgores gregues. Sota la presidència del president Nicholas Murray Butler, el qual admirava molt el model alemany d'educació terciària, Colúmbia va esdevenir una de les primeres universitats de recerca dels Estats Units, servint com a exemple per a moltes altres institucions del país. L'apogeu de Colúmbia en la primera meitat del segle xx, moment en què tenia més recursos financers que cap altra universitat nord-americana, va comportar la creació de les escoles de periodisme i d'afers internacionals, així com avenços científics entre els quals destaquen les aportacions fetes al Projecte Manhattan.
Durant els anys seixanta, però, la universitat patiria una de les crisis més importants de la seva història. En el context de la contracultura als Estats Units i l'oposició a la Guerra del Vietnam, les tensions entre estudiants i institució van arribar a un punt àlgid quan la Universitat va intentar construir un gimnàs al Parc de Morningside. Les manifestacions que van tenir lloc l'any 1968 al campus van ser reprimides amb duresa i el president de Colúmbia va acabar dimitint. De totes maneres, els efectes de les protestes es van notar durant les dècades posteriors, amb una important davallada en les donacions d'exalumnes i una percepció general menys positiva de la Universitat, que trigaria anys en recuperar-se.
Un element que cal tenir en compte per tal de contextualitzar la decadència de Colúmbia, més enllà dels efectes de les protestes, és el fet que als anys vuitanta, la criminalitat a Manhattan era alta i el centre de Nova York no era un lloc desitjable on viure. Una anècdota de l'època que il·lustra aquest ambient d'alta activitat criminal: l'any 1984 uns estudiants de Colúmbia van trobar un cadàver enrotllat en una catifa que havien agafat del carrer. Així doncs, el descens de sol·licituds a Columbia College, que aleshores encara només acceptava homes, feia de Colúmbia la universitat Ivy League menys selectiva; per tal de revertir aquesta tendència, davant la negativa del veí Barnard College a fusionar-se amb Colúmbia, a partir de 1983 es va obrir l'admissió a dones.
A partir dels anys noranta, alhora que les taxes de criminalitat de la ciutat queien de manera encara més pronunciada que a la resta del país, i l'Ajuntament s'esforçava en revitalitzar Nova York, Colúmbia va començar a recuperar l'ímpetu amb unes renovacions milionàries de les seves residències i equipaments esportius. També data d'aquest moment la instal·lació d'una xarxa d'internet sense cables.
Avui en dia, la Universitat de Colúmbia rep desenes de milers de sol·licituds cada any, de les quals només n'accepta vora un 6%. Dels alumnes admesos, més d'un 60% s'hi acaben matriculant. Dit d'altra manera, Colúmbia és actualment una de les universitats més cobejades, selectives i exclusives dels Estats Units. És també una de les més internacionalitzades: 18% dels estudiants de pregrau i 47% dels de postgrau són alumnes estrangers.

## Campus
La Universitat de Colúmbia és una de les entitats amb més propietats a Nova York, on posseeix dos campus: el campus principal de Morningside Heights i el Medical Campus, a Washington Heights. Addicionalment, s'està construint un nou campus al barri de Manhattanville, on ja s'hi han traslladat alguns programes de l'Escola d'Arts i s'espera que ho faci la de Negocis. Fora dels límits de la ciutat hi ha el Lamont-Doherty Earth Observatory a Palisades, a l'est del riu Hudson, i els Nevis Laboratories, a Irvington (Nova York). A més, la Universitat compta amb diversos "centres globals" com el Reid Hall a la ciutat de París, França.
El Campus de Morningside Heights és centrat i presidit per dos grans edificis bibliotecaris d'estètica neoclàssicaː la Low Memorial Library, i la Butler Library. La Low Memorial Library va ser el primer edifici erigit al Campus de Morningside Heights amb la idea que fos el punt focal del campus, i és considerada com una de les obres mestres de l'estil Beaux-Arts americà. L'arquitecte Charles Follen McKim es va inspirar en el Panteó de Roma per dissenyar aquest edifici, que havia de ser la biblioteca principal de la universitat. Tanmateix, no va arribar mai a dur a terme aquesta funció.
Seria la Biblioteca Butler, edificada el 1934 i anomenada així en honor del President Nicholas Murray Butler, l'encarregada de guardar gran part de la col·lecció de Colúmbia. Amb dos milions de volums en el seu interior, avui en dia continua sent la principal biblioteca de la Universitat, la qual compta amb un dels sistemes bibliotecaris més grans del país. A la façana, d'estil neoclàssic, hi ha escrits divuit noms de diversos autors del cànon occidental, des de Sòfocles fins a Goethe. Butler Library és un espai clau en la vida acadèmica dels estudiants ja que hi poden passar tant temps com vulguin, romanent oberta vint-i-quatre hores al dia. A més, tant Butler com Low són dos dels edificis més emblemàtics de Colúmbia i solen aparèixer en l'iconografia pròpia i en articles periodístics sobre la universitat o sobre el sistema educatiu nord-americà en general.
El campus es pot dividir entre la part Nord, per sobre de Low Memorial Library, i la part Sud. Al nord es troben la majoria dels edificis on s'imparteixen les classes, com el Mathematics Hall i el Fayerweather Hall, així com les escoles d'Enginyeria i de Negocis. Per sota de l'escalinata de Low Library hi ha un camí anomenat "College Walk" (passeig de la universitat), que travessa el campus d'Est a Oest seguint el traçat del carrer 116. Més enllà del College Walk cap al Sud, s'hi troben l'Escola de Periodisme, residències com ara Carman i John Jay Hall, la Butler Library i altres edificis relacionats amb la vida social i associativa dels estudiants.
Per tot el campus de Morningside Heights hi ha escultures notables, entre les quals destaca l'emblemàtica escultura Alma Mater, obra de l'escultor americà Daniel Chester French (1903-4). Alma Mater, situada en l'escalinata davant Low Library, ha esdevingut una icona de la Universitat de Colúmbia, freqüentment utilitzada com a imatge de la institució, i part d'algunes tradicions estudiants. Altres escultures que destaquen són una versió del Pensador d'Auguste Rodin, situada davant el Philosophy Hall, el Marteleur de Constantin Meunier, dues obres d'Henry Moore, una obra monumental de Jacques Lipchitz (Bel·lerofont i Pegàs, de 1967), el déu Pan de George Grey Barnard (1899) o una peça abstracta de Clement Meadmore (The Curl, 1968).

## Perfil acadèmic
La Universitat de Colúmbia està formada per més de vint escoles, instituts i institucions afiliades, que es poden dividir a grans trets entre escoles de pregrau o primer cicle (undergraduate schools), i escoles professionals i de postgrau (graduate schools).

### Escoles de pregrau
Les undergraduate schools que componen Colúmbia ofereixen graus universitaris de nivell "Bachelor", i es diferencien entre elles pel tipus de grau que atorguen o el grup demogràfic que hi pot accedir, però no s'encarreguen de la instrucció, ja que això correspon a cada departament. Dit d'una altra manera, a una mateixa assignatura es poden matricular alumnes d'aquestes quatre escoles.
- Columbia College (1754), abreviada 'CC': l'escola de pregrau més antiga de Colúmbia és coneguda pel core curriculum que tots els seus alumnes, sigui quina sigui la seva especialització, han d'estudiar.[58] Aquest pla d'estudis troncal consisteix en assignatures obligatòries en matèries com literatura, filosofia, ciències experimentals o història de l'art.[59] A més, per optar al títol de grau, els estudiants del College han d'escollir com a mínim una àrea d'estudis de concentració (concentration o major),[58] d'una llista de més de 80 on figuren diferents branques de les humanitats, ciències, arts i ciències socials.

- Fu Foundation School of Engineering and Applied Science (1864), abreviada 'SEAS': com el seu nom indica, aquesta escola s'especialitza en la branca de les enginyeries i ciències aplicades i ofereix graus en aquestes àrees.[60] Els alumnes de SEAS han de fer només la meitat del core curriculum del College, per tal de tenir també una formació mínima en humanitats.[61]

- School of General Studies (1947), abreviada 'GS': a diferència de les anteriors dues escoles, GS només està oberta a "estudiants no-tradicionals", és a dir, qualsevol alumne que no hi accedeixi al poc temps d'haver acabat l'educació secundària.[62] Creat després de la Segona Guerra Mundial per tal d'integrar-hi veterans,[63] és un col·legi d'arts liberals únic a l'Ivy League. Té un core curriculum com el de CC, però amb la diferència que permet als estudiants de convalidar-ne requisits amb assignatures cursades en altres institucions. Gràcies a aquesta flexibilitat, en els darrers anys GS ha bastit diversos acords amb universitats d'altres països, com Sciences Po,[64] el Trinity College de Dublín,[65] la City University de Hong Kong[66] o la Universitat de Tel-Aviv,[67] per tal de crear dobles graus entre Colúmbia i el centre corresponent.

Les assignatures de literatura i filosofia que constitueixen una part important del Core Curriculum i que cursen estudiants de CC, SEAS i GS han rebut tant elogis pel seu rigor acadèmic com crítiques per la seva manca de representació de perspectives de gènere i no-blanques o no-occidentals, centrant-se sobretot en obres de "senyors blancs morts". En tot cas, són un dels trets distintius de la formació de pregrau a Colúmbia i un dels punts més polèmics.
- Barnard College (1893): tècnicament una institució independent afiliada a Colúmbia, Barnard és una universitat de primer cicle oberta només a dones. Les seves estudiants no han de completar el core curriculum,[71] però poden cursar assignatures de Colúmbia i viceversa.[72]

### Escoles de postgrau
La majoria dels estudiants de Colúmbia són estudiants de postgrau, cursant algun programa en una d'aquestes escoles:
- College of Physicians and Surgeons (1767): escola de medicina de Colúmbia i primera institució dels Estats Units en haver atorgat el títol de Doctor en Medicina (MD).[2]

- College of Dental Medicine (1852): escola d'odontologia.

- Columbia Law School (1858): escola de dret, una de les més prestigioses dels Estats Units.[73]

- Fu Foundation School of Engineering and Applied Science (1864): l'escola d'enginyeria també atorga diplomes de segon i tercer cicles.

- Graduate School of Arts and Sciences (1880): s'encarrega d'atorgar màsters i doctorats en la majoria d'àrees, incloent-hi les humanitats, ciències socials, matemàtiques o ciències experimentals.

- Graduate School of Architecture, Planning and Preservation (1881): una de les escoles d'arquitectura més prestigioses del món,[74][75] la seva biblioteca compta amb la col·lecció sobre arquitectura més extensa del planeta.[76]

- Teachers College (1887): institució afiliada a Colúmbia, s'encarrega de formar pedagogs, consellers acadèmics i altres professionals de l'educació, essent l'escola més antiga dels Estats Units en la seva branca[77] i una de les branques més famoses de la Universitat.[78]

- School of Nursing (1892): escola d'infermeria, una de les més antigues dels Estats Units.[79]

- School of Social Work (1898): especialitzada en treball social.

- Graduate School of Journalism (1912): fundada per Joseph Pulitzer, l'escola de periodisme de Colúmbia entrega cada any els premis Pulitzer.

- Columbia Business School (1916): escola de negocis.

- Mailman School of Public Health (1922): escola de salut pública.

- School of International and Public Affairs (1946), abreviada 'SIPA': escola d'afers internacionals, es dedica a formar polítics, caps d'estat, diplomàtics, emprenedors, periodistes, etc, i es beneficia de la seva situació geogràfica a la ciutat que acull la seu de l'ONU per tal d'atraure estudiants estrangers, que suposen la meitat dels alumnes de SIPA.[80] Ha establert programes de doble màster amb altres universitats com la London School of Economics[81] o Sciences Po.[82]

- School of the Arts (1965): escola d'arts, té departaments de teatre, escriptura, arts visuals i cinema.

- School of Professional Studies (1995): ofereix programes de postgrau diversos i flexibles en àrees aplicades com negociacions de conflictes, estratègia i management.

- Columbia Climate School (2021): l'escola més nova de Colúmbia i la primera establerta el segle xxi, té l'objectiu d'avançar en la recerca climàtica per tal de fer front als reptes actuals i de l'avenir.[83]

### Rànquings
| Publicació                                    | Posició |
| --------------------------------------------- | ------- |
| Academic Ranking of World Universities (ARWU) | 6       |
| Forbes                                        | 5       |
| QS                                            | 7       |
| Times Higher Education                        | 15      |
| US News and World Report                      | 2       |
| Washington Monthly                            | 14      |

| Publicació                                    | Posició |
| --------------------------------------------- | ------- |
| Academic Ranking of World Universities (ARWU) | 7       |
| QS                                            | 19      |
| Times Higher Education                        | 11      |
| US News and World Report                      | 6       |

## Vida estudiant
La Universitat de Colúmbia garanteix allotjament als estudiants de CC i SEAS (primer cicle) durant els quatre anys del grau, i més d'un 90% decideixen viure en edificis de la Universitat. Les residències de primer any es troben a la zona sud del campus de Morningside Heights, a una i altra banda de la biblioteca Butler, mentre que la majoria de les de segon i tercer estan repartides pel barri, fora dels límits del campus. El darrer any, la major part dels estudiants resideixen a la zona anomenada East Campus.
La universitat també conté diverses cantines i bars dins el recinte del campus principal. Per tal de facilitar l'organització dels àpats, Colúmbia proposa diversos paquets que inclouen passis per àpats sencers i "dòlars de menjar" (dining dollars) per a despeses menors, com ara un cafè o un refrigeri.
D'acord amb la tradició universitària americana, la vida associativa a Colúmbia és rica en organitzacions estudiantils i grups d'interès. A principi de cada curs, s'organitza una fira d'associacions per tal que els nous alumnes puguin familiaritzar-se amb l'oferta de clubs i, si cal sol·licitar-hi admissió, informar-se sobre el procés. Les associacions van des d'organitzacions preprofessionals fins a agrupacions amb interessos artístics o acadèmics compartits, passant per grups demogràfics específics (persones de descendència xinesa, estudiants LGBT, etc). Una de les organitzacions més conegudes de Colúmbia és el seu diari, Columbia Daily Spectator (també conegut com "Spec"), fundat l'any 1877 i independent des de 1962.
Pel que fa a les tradicions, la llarga història de Colúmbia n'ha acumulat unes quantes: la cerimònia d'enllumenat dels arbres té lloc cada desembre i els estudiants prenen xocolata calenta i canten cançons mentre esperen que s'encenguin les llums; en època d'exàmens, és comú que l'alumnat faci un "crit primitiu" a les dotze de la nit per tal d'alliberar tensions; per acabar, cada any des de 1894 té lloc l'espectacle "Varsity Show", escrit i interpretat pels mateixos estudiants, on es parodien certs aspectes de la vida universitària.
Un tret que distingeix Colúmbia de les altres universitats Ivy League és la seva localització a Manhattan. La Universitat ofereix als seus alumnes múltiples descomptes per a espectacles i sales de cinema de Nova York, així com entrades gratuïtes a museus de tota la ciutat, incloent-hi el MET i el MoMA, gràcies a l'anomenat "Passaport a Museus".

## Esports
Colúmbia competeix a la lliga Ivy League, la qual forma part de la Primera Divisió de la National Collegiate Athletic Association. Els equips esportius de Colúmbia s'anomenen lleons i els seus colors són blau clar i blanc. Hi ha 13 esports d'homes, 14 de dones i un de mixte, l'esgrima, un dels esports on més destaquen els Columbia Lions, havent enviat cinc competidors a les Olimpíades de 2012. La mascota de Colúmbia, incorporada el 2005, es diu "Roar-ee the Lion" i és freqüentment utilitzada com a imatge representativa de la Universitat.
A més d'aquests equips d'esport universitari, els alumnes de Colúmbia tenen accés al Dodge Fitness Center, un conjunt de sales d'esport situat sota terra al campus de Morningside Heights.

## Exalumnes famosos

### Escoles de pregrau (CC, SEAS, GS)
- Barack Obama (B.A., 1983), 44è President dels Estats Units i receptor d'un Premi Nobel de la Pau.
- Alexander Hamilton (grau interromput a causa de la Guerra de la Independència), Pare fundador dels Estats Units, coautor del Federalista i primer Secretari del Tresor.
- John Jay (B.A., 1764), Pare fundador dels Estats Units, coautor del Federalista i primer Cap de la Justícia dels Estats Units.
- Robert R. Livingston (B.A., 1765),[105] Pare fundador dels Estats Units, redactor de la Declaració d'Independència i primer Secretari d'Afers Estrangers dels Estats Units.
- Gouverneur Morris (B.A., 1768), Pare fundador i coautor de la Constitució dels Estats Units.
- DeWitt Clinton (B.A., 1786), Senador dels Estats Units, 47è Alcalde de Nova York, 6è Governador de Nova York, responsable de la construcció del Canal Erie.
- Daniel D. Tompkins, (B.A., 1795), 6è Vicepresident dels Estats Units.
- William Woodin (B.A., 1890), 51è Secretari del Tresor dels Estats Units.
- Robert Anderson Van Wyck (B.A., 1871), 91è Alcalde de Nova York.
- Seth Low (B.A., 1870), 92è Alcalde de Nova York i 11è President de Colúmbia.
- Toomas Hendrik Ilves (B.A., 1975), ex-President d'Estònia.
- John R. MacArthur (B.A., 1978), president de Harper's Magazine.
- Federico García Lorca (no graduat), poeta i dramaturg.
- Louise Glück (no graduada), poetessa receptora d'un Premi Nobel de Literatura.
- Paul Auster (B.A., 1969), escriptor.
- Allen Ginsberg (B.A., 1948), poeta.
- Daniel Hoffman (B.A., 1947), assagista i poeta.
- Robert A. M. Stern (B.A., 1960), arquitecte i degà de l'Escola d'Arquitectura de Yale.
- Greg Wyatt (B.A., 1971), escultor; la seva obra Scholar's Lion es troba al campus de Colúmbia i n'homenatja la mascota.
- Jack Kerouac (1940-42, no graduat), escriptor del moviment beat.
- Casey Affleck (B.A., 1998), actor, guanyador d'un Oscar per Manchester by the Sea.
- Maggie Gyllenhaal (B.A., 1999), actriu.
- Jake Gyllenhaal (no graduat), actor.
- I.A.L. Diamond (B.A., 1941), guionista de L'Apartament, guardonat amb un Premi Oscar.
- Joseph L. Mankiewicz (B.A. 1928), director de cinema, autor de Tot sobre Eva, guardonat amb quatre Premis Oscar.
- Brian De Palma (B.A., 1962), director de cinema, autor de Carrie i Scarface.
- Art Garfunkel (B.A., 1965), músic.
- Richard Rodgers (no graduat), compositor premiat amb un Emmy, un Oscar, un Tony, un Grammy i un Premi Pulitzer.
- Joseph Gordon-Levitt (no graduat), actor.
- Ira Katznelson (B.A., 1966), historiador.
- Robert C. Merton (B.S., 1997), economista guardonat amb un Premi Nobel.
- Richard Axel (B.A., 1967), biòleg molecular guardonat amb un Premi Nobel de Medicina.
- Robert Nozick (B.A., 1959), filòsof.
- Lou Gehrig (no graduat), jugador de beisbol.

### Escoles de postgrau
- Theodore Roosevelt (alumne de l'Escola de Dret, no graduat), 26è President dels Estats Units i receptor d'un Premi Nobel de la Pau.
- Franklin D. Roosevelt (alumne de l'Escola de Dret, no graduat), 32è President dels Estats Units.
- Ruth Bader Ginsburg (L.L.B., 1959), Jutgessa Associada del Tribunal Suprem dels Estats Units.
- Charles Evans Hughes (J.D., 1884), 11è Cap de la Justícia dels Estats Units i 44è Secretari d'Estat.
- Madeleine Albright (Ph.D., 1976), 64ena Secretària d'Estat i primera dona en ocupar el càrrec.
- Frances Perkins (M.A., 1910) 4a Secretària del Treball i primera dona en ocupar un càrrec al Gabinet dels Estats Units.
- Eric Holder (B.A., 1973 i J.D., 1976), 82è Fiscal General dels Estats Units i primer afroamericà en ocupar el càrrec.
- George Tenet (M.I.A., 1978), 18è Director de l'Agència Central d'Intel·ligència (CIA).
- William Colby (L.L.B., 1947), 10è Director de la CIA.
- William Joseph Donovan (B.A., 1905 i J.D., 1908), fundador de l'Oficina de Serveis Estratègics, predecessora de la CIA.
- Claiborne Pell (M.A., 1946), Senador per Rhode Island i creador de les beques Pell.
- Nicholas Murray Butler (B.A., 1882, M.A., 1883 i Ph.D., 1884), 12è president de Colúmbia.
- John LeConte (M.D., 1842), president de la Universitat de Califòrnia a Berkeley.
- Jane Jacobs (no graduada), urbanista i activista.
- Ursula K. Le Guin (M.A., 1951), autora de ciència-ficció.
- Paul Robeson (L.L.B., 1923), cantant, actor i activista polític.
- Edward Sapir (B.A., 1904, M.A., 1905 i Ph.D., 1909), lingüista i coautor de la hipòtesi Sapir-Whorf.
- Immanuel Wallerstein (B.A., 1951, M.A., 1954, Ph.D., 1959), sociòleg.
- Isidor Isaac Rabi (Ph.D., 1927), físic receptor d'un Premi Nobel.
- Seymour Martin Lipset (Ph.D., 1949), sociòleg.
- Norman Foster Ramsey Jr. (B.A., 1935 i Ph.D. 1940), físic guardonat amb un Premi Nobel.
- Margaret Mead (M.S. 1924, Ph.D., 1929), antropòloga.
- Milton Friedman (Ph.D., 1946), economista.
- Warren Buffett (M.S., 1951), empresari.
- Andrew Yang (J.D., 1999), empresari i ex-candidat a les eleccions presidencials de 2020.

## Professors i presidents famosos
- Dwight D. Eisenhower, 34è President dels Estats Units i 13è President de Colúmbia.
- Seth Low (B.A., 1870), 11è President de Colúmbia.
- Nicholas Murray Butler (B.A., 1882, M.A., 1883 i Ph.D., 1884), 12è president de Colúmbia i receptor d'un Premi Nobel de la Pau.
- Lee C. Bollinger (J.D., 1971), 19è President de Colúmbia i professor a l'Escola de Dret.
- Al Gore, 45è Vicepresident dels Estats Units. Professor visitant[106] a l'Escola de Periodisme.[107]
- Edward Said, professor d'Anglès i Literatura Comparada.
- Joseph Stiglitz, professor d'Economia i receptor d'un Premi Nobel.
- Zbigniew Brzezinski, professor d'Afers Estrangers.
- Santiago Calatrava, doctor honoris causa a l'Escola d'Enginyeria.[108]
- Xavier Sala i Martin, professor d'Economia.
- Arthur C. Danto, professor de Filosofia de l'Art.
- Milos Forman, professor emèrit de Cinema.
- Brian Greene, professor de Matemàtiques i Física.
- Eric Kandel, professor a l'Escola de Medicina.
- Kimberlé W. Crenshaw, professora de l'Escola de Dret i teòrica de la interseccionalitat.
- Tsung-Dao Lee, professor de Física i receptor d'un Premi Nobel.
- Rudolph Leibel, professor a l'Escola de Medicina.
- Margaret Mead, professora d'Antropologia.
- Orhan Pamuk, professor de Literatura Comparada i Escriptura i receptor d'un Premi Nobel de Literatura.
- Jon Elster, professor de Ciències Socials.
- Enrico Fermi, professor de Física i desenvolupador del Projecte Manhattan, guardonat amb un Premi Nobel.
- John R. Dunning, degà de l'Escola d'Enginyeria i desenvolupador del Projecte Manhattan.
- Robert Mundell, professor d'Economia i receptor d'un Premi Nobel.
- Edmund Phelps, professor d'Economia Política i receptor d'un Premi Nobel.
- Mihajlo Pupin, professor de Física i receptor d'un Premi Pulitzer.
- Isidor Isaac Rabi, professor de Física i receptor d'un Premi Nobel pel descobriment de la resonància magnètica nuclear.
- Mary Robinson, 7a Presidenta d'Irlanda i professora d'Afers Internacionals.
- Saskia Sassen, professora de Sociologia coneguda per haver encunyat el terme "ciutat global".
- Sonia Sotomayor, professora a l'Escola de Dret i jutgessa del Tribunal Suprem dels Estats Units.
- Horst Ludwig Störmer, professor de Física i receptor d'un Premi Nobel.
- Harold Clayton Urey, professor de Física, desenvolupador del Projecte Manhattan i descobridor del Deuteri.
- Chien-Shiung Wu, professora de Física i primera dona guanyadora del Premi Wolf en Física.